# Achias hollowayi
Achias hollowayi är en tvåvingeart som beskrevs av Mcalpine 1994. Achias hollowayi ingår i släktet Achias och familjen bredmunsflugor. Inga underarter finns listade i Catalogue of Life.